# 新格鲁门托
新格鲁门托（義大利語：Grumento Nova），是意大利波坦察省的一个市镇。总面积66.17平方公里，人口1741人，人口密度26.3人/平方公里（2009年）。ISTAT代码为076037。